# Sigurd Möller
Sigurd Magnus Möller. född 13 oktober 1895 i Jakobs församling i Stockholm, död 20 juli 1984 i Lidingö, var en svensk målare och tecknare. 
Sigurd Möller var son till professorn Lars Magnus Möller och Anna Maria Pauli och från 1923 gift med Isabelle Jeanne Louise Ressot och far till Sven Möller samt systerson till Georg Pauli. Möller studerade konst för Birger Simonsson vid Valands målarskola 1916-1918 och fortsatte därefter sin utbildning i Köpenhamn 1918-1919. Perioden 1919-1931 vistades han huvudsakligen i Frankrike varifrån han företog studieresor till bland annat Egypten, Grekland och Turkiet. Han debuterade i en samlingsutställning i Göteborg 1918 och hade sedan slutet av 1920-talet ett stort antal separatutställningar i Stockholm, Göteborg och Malmö bland annat visades retrospektiva utställningar på Konstakademien 1950 och på Göteborgs konsthall 1951. Han medverkade i samlingsutställningar med Sveriges allmänna konstförening, Riksförbundet för bildande konst och i utställningar arrangerade av konstnärsgrupperna Falangen samt Independenterna. Han tjänstgjorde som extra professor vid Konstakademien 1938. Han översatte 1947 den italienske 1400-talsmålaren Cennino Cenninis klassiska verk om målarkonsten. Bland hans offentliga arbeten märks en pannå på Viggbyholms skola, väggmålningen Elden på Forum i Hjortkvarn samt monumentalmålningen De stora gästabudet i Örnsköldsviks kyrka. Hans konst består av stilleben, interiörer, porträtt, fria kompositioner och landskapsmålningar. Möller är representerad vid Nationalmuseum Moderna museet, Göteborgs konstmuseum, Kalmar konstmuseum , Länsmuseet Gävleborg och Nasjonalgalleriet i Oslo.